# Preisner’s Music
Preisner’s Music – album koncertowy z filmową muzyką poważną Zbigniewa Preisnera wydany w 1995 roku nakładem wytwórni Virgin France.
W Polsce nagrania uzyskały status podwójnej platynowej płyty. 
Album zawiera koncert, składający się z pięciu części, grupujących tematycznie wybrane utwory muzyki filmowej kompozytora, w nowej  aranżacji.

## Koncepcja albumu

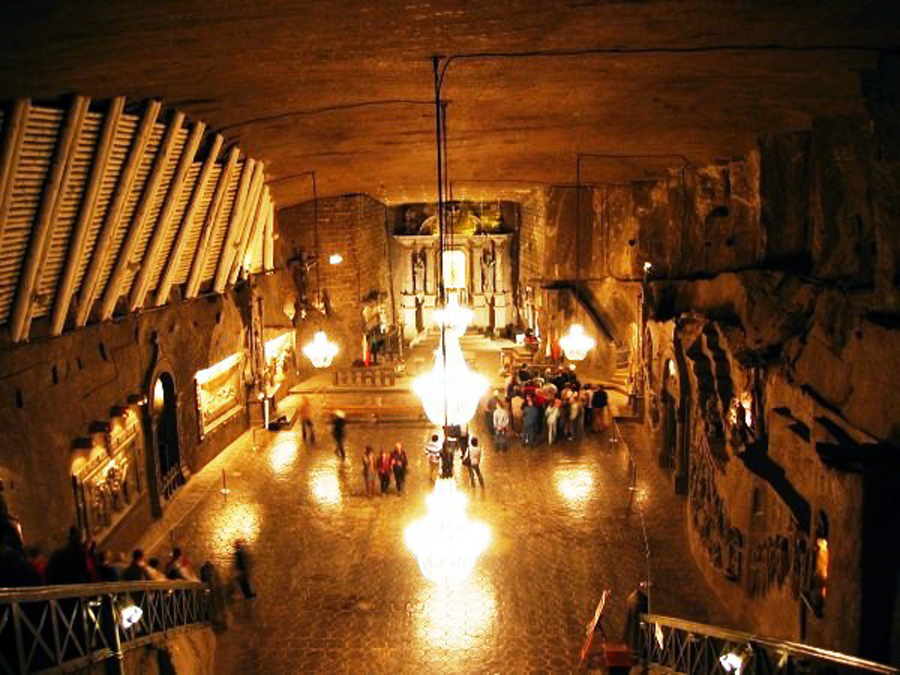
miejsce koncertu

Koncert wykonano w podziemnej kaplicy w kopalni soli w Wieliczce, wykorzystując tamtejszą niepowtarzalną akustykę. Poszczególne części oddziela dźwięk gongu. Utwory wykonała orkiestra symfoniczna z towarzyszeniem śpiewu solistów w różnych językach (jidisz, łacina i polski).
Zbigniew Preisner o tym koncercie: „Koncert w Wieliczce pozostanie dla mnie unikalnym etapem zdobywania mej wolności artysty”.
"I don't like going back and doing what I've already done, but I had to know whether my music 'sounded' as good without a film accompanying it. Did it stand up on its own two feet when removed from its cinematic context? To check this, I chose the Wieliczka salt mine, near Krakow: a secret, mysterious magical place 130 metres below ground. A unique atmosphere with exceptional acoustics.
The risk was great though: a subterranean symphony orchestra connected by 400 metres of cables to technical equipment on the ground above. Anything could have happened. Yet it all went incredibly well. I separated the music into five parts, which I chose in line with my tastes and instincts and which combined into a single 'suite'. I wanted to produce more than just a concert; I wanted to put on a musical show. The concert was indeed a rite, a 'mysterium'. 
My audience and I felt that my music lived its own life, albeit entirely at my command. Far from the studios and the mixing rooms, I rediscovered the soul of the orchestra and, for the first time ever, I heard my music exactly as I imagined it. I will always remember the Wieliczka concert as a unique step forward in the pursuit of my artistic freedom."

## Lista utworów

### Część I
1. "Perte" – 02:05
2. "Lac" - 2:40
3. "Commencement" - 1:30
4. "Decision" - 1:46
5. "Holocaust" - 1:43
6. "Nymphea" - 2:10

### Część II
1. "Marionnettes" - 2:27
2. "Pluie" - 1:51
3. "Jardin d'hiver" - 2:05
4. "Oiseaux" - 0:54
5. "Jardin d'ete" - 2:14

### Część III
1. "Lave" - 1:40
2. "Conte d'amour" - 2:25
3. "Cascade" - 3:45
4. "Damage" - 1:35
5. "Homecoming" - 2:27
6. "Bataille" - 1:41

### Część IV
1. "Aurore" - 4:19
2. "Labyrinthe" - 9:10
3. "Ciel" - 3:04

### Część V
1. "Tango" - 2:24
2. "Bolero" - 3:01
3. "Enfer" - 4:40
4. "Song for the unification of Europe" - 7:11
5. "Perte" - 2:32

## Twórcy
- Sinfonia Varsovia – orkiestra
  - Zdzisław Szostak – dyrygent
- Warszawski Chór Kameralny – chór
  - Ryszard Zimak – dyrygent
- Chór Dziecięcy Filharmonii Krakowskiej – chór dziecięcy
  - Lidia Hałoń – dyrygent
- Elżbieta Towarnicka – sopran
- Piotr Łykowski – kontratenor
- Jerzy Główczewski – saksofon
- Jerzy Klocek – wiolonczela
- Wiesław Kwaśny – skrzypce
- Piotr Kwaśny – skrzypce
- Konrad Mastyło – fortepian
- Jacek Ostaszewski – flet
- Anna Sikorzak–Olek – harfa
- Janusz Strobel – gitara